# Hovops lidiae
Espèce
Hovops lidiae est une espèce d'araignées aranéomorphes de la famille des Selenopidae.

## Distribution
Cette espèce est endémique de Madagascar. Elle se rencontre vers Talatakely et dans le parc national de Ranomafana entre Haute Matsiatra et Vatovavy-Fitovinany.

## Description
Le mâle holotype mesure 7,53 mm et la femelle paratype 9,09 mm.

## Étymologie
Cette espèce est nommée en l'honneur de Lidia, la mère de Sandra Mónica Rodríguez Artigas.

## Publication originale
- Corronca & Rodríguez, 2011 : New species of the Madagascan genus Hovops Benoit, 1968 (Araneae: Selenopidae), with a description of the H. madagascariensis male and an identification key. African Invertebrates, vol. 52, no 2, p. 295-310.